# 谢尔盖·科特金
谢尔盖·尼古拉耶维奇·科特金（羅馬化：Sergey Nikolayevich Kotkin；1956年3月11日—）是俄罗斯政治人物，第七届和第八届国家杜马代表。
1982年，科特金在联邦安全局开始了自己的职业生涯，他首先担任普通侦探，后来担任部门主管。2000年至2009年，他在“Viba”海关码头工作。2005年至2014年，他担任涅涅茨自治区代表大会代表。2012年至2016年，他担任统一俄罗斯党涅涅茨地区分支机构秘书。2014年，他成为联邦委员会议员。2016年9月，他当选涅涅茨自治区第七届国家杜马代表。2021年，再次当选第八届国家杜马代表。

## 制裁
科特金于2022年因俄乌战争而受到英国政府制裁。